# Cyrtonyx sallei
Cyrtonyx sallei, "fläckbröstad vaktel", är en fågel i familjen tofsvaktlar inom ordningen hönsfåglar.

## Utbredning och systematik
Fågeln förekommer i södra Mexiko och delas in i två underarter med följande utbredning:
- C. s. sallei – södra Michoacán, Guerrero och västra Oaxaca
- C. s. rowleyi – centrala Oaxaca (Sierra de Miahuatlán)

Den betraktas oftast som underart till montezumavaktel (Cyrtonyx montezumae), men urskiljs sedan 2014 som egen art av Birdlife International, IUCN och Handbook of Birds of the World.

## Status
Den kategoriseras av IUCN som nära hotad.

## Namn
Fågelns vetenskapliga artnamn hedrar Auguste Sallé (1820-1896), fransk entomolog och samlare av specimen i tropiska Amerika 1846-1856.